# Стоян Чомаков
Вижте пояснителната страница за други личности с името Стоян Чомаков.
Стоян Иванов Чомаков е български лекар хирург, общественик и политик. Той е виден борец за църковна независимост. След Освобождението е дописен член на Българското книжовно дружество (1881) и почетен член (1884). Министър на народното просвещение (1887), народен представител в V и VI ОНС и в IV ВНС. В дома му в Пловдив днес се помещава Пловдивската градска художествена галерия.

## Биография

### Произход, образование и работа
Стоян Чомаков е роден през 1819 г. в Копривщица. Майка му (Груда Тодорова Чалъкова) произхожда от влиятелния бегликчийски род Чалъкови. Баща му умира рано и той е отгледан с помощта на по-големия си брат Салчо Чомаков (ок. 1800 – 1863) и вуйчовците си Големи Вълко (ок. 1765 – 1841) и Големи Стоян (1768 – 1850). През 1820-те години Чалъкови се преселват в Пловдив, където играят важна роля в управлението на града и имат голямо влияние върху османската администрация. През 1842 Салчо Чомаков също се установява в Пловдив и след смъртта на Големи Стоян става един от тримата наследници на Чалъкови.
Първоначално Стоян Чомаков учи в основаното от вуйчо му килийно училище в Копривщица. През 1831 г. се премества в гръцката прогимназия в Пловдив, а след това в съществувалото през 1836 – 1839 г. училище на Теофилос Каирис на остров Андрос.  Първоначално се записва под името Йоанис Йоанидис, но скоро попада под благотворното въздействие на свои български съученици. Там негови съученици са Иван Добровски, Стоян (бъдещият Иларион Макариополски), Димитър и Никола Михайловски, Петър и Константин Мишайков. След закриването на училището продължава образованието си в гимназията в Атина, след това следва медицина в Пизанския университет, завършва във Флоренция и специализира хирургия в Париж през 1848 г. Тук се сближава с полската политическа емиграция и най-вече с нейният водач Ад. Чарториски. Отблизо има възможност да се запознае с либералните идеи на френското общество.

### Професионална кариера
От 1848 до 1860 г. е първият градски лекар в Пловдив. Той става известен, като прави за първи път в Османската империя няколко операции на перфориран хранопровод. През 1849 г. открива в града и първата българска аптека, освен това е училищен настоятел и преподава френски език.
Малко след завръщането си Чомаков произнася реч по време на изпитите в гръцкото училище в Пловдив, в която се обявява срещу елинизацията и призовава българите да учат на български език. Противоречията между българи и гърци в града се засилват, след като новоназначеният митрополит Хрисант нарича българския език „цигански“ и много влиятелни българи, сред които Салчо Чомаков, Найден Геров, Георгаки Чалъкоглу, призовават за неговото отстраняване. През 1857 г. със съдебно решение Хрисант е отстранен и мястото му заема Паисий, елинизиран албанец, който по-късно подкрепя усилията за обособяване на българската църква. През следващите няколко години споровете в града не спират и на няколко пъти се стига до насилствени сблъсъци между българи и гърци във връзка с използването на български език в богослужението в определени църкви.

#### Църковните борби
Провалът на Русия в Кримската война отслабва позициите на Цариградската патриаршия и тя е подложена на натиск от османските власти да проведе вътрешни реформи, които да намалят ширещата се корупция. Различни български групи се обявяват за отделяне на българската църква, а Драган Цанков призовава за уния с Римокатолическата църква. На 3 април 1860 г. в Цариград епископ Иларион Макариополски обявява независимостта на църквата от Цариградската патриаршия и е подкрепен от митрополитите Авксентий Велешки и Паисий Пловдивски. Османското правителство приема да признае създаването на нов български милет едва след сключването на уния с Римокатолическата църква. В край на 1860 за глава на униатската църква е назначен архиепископ Йосиф Соколски, а в началото на 1861 г. Иларион, Авксентий и Паисий за изпратени на заточение в Атон.
При създалото се положение Стоян Чомаков организира свикването на общобългарски събор в Цариград. Самият той става представител в него на Пловдивската и Софийската епархии. След пристигането си в Цариград през пролетта на 1861 г. и с подкрепата на руския посланик Чомаков успява да издейства отстраняването на Йосиф Соколски, след което много други привърженици на унията оттеглят подкрепата си за нея.
На 9 юни 1861 г. представителите на събора връчват на великия везир Къбръзлъ паша петиция с искане за създаване на българска църква, независима както от Цариградската патриаршия, така и от римския папа. Сред аргументите, посочени в искането, е и това, че обособяването на българската общност ще укрепи нейните връзки със сродния турски народ, което ще отслаби гръцкото и руско влияние. Къбръзлъ паша отхвърля искането, позовавайки се на желанието на Русия за запазване на Патриаршията и османските ангажименти към руското правителство. В същото време външният министър Али паша, който отговаря и за изповеданията, насърчава събора да продължи работата си. Чомаков предлага компромисен вариант, според който от Патриаршията трябва да се отнемат всички светски правомощия, но той не е приет от събора.
Църковният въпрос получава ново развитие със смъртта на султан Абдул Меджид. Той е наследен от Абдул Азиз, който малко по-късно назначава за велик везир Али паша, изразявал нееднократно симпатии към българските претенции. По същото време Тодор Бурмов, подкрепян от руското посолство, предлага програмата, известна като „Осемте точки“, която предвижда равнопоставеност на българи и гърци в рамките на патриаршията. Въпреки това църковният въпрос не получава особено развитие.
През есента на 1861 г. повечето представители на общобългарския събор се разотиват, като в Цариград остава малка група, която да продължи преговорите с правителството. През март 1862 г. Стоян Чомаков също се завръща в Пловдив, където малко преди това е починала съпругата му. През май той отново заминава за Цариград, като представител на пловдивската община в Смесената комисия, създадена за преговорите с Патриаршията по Осемте точки.

### Последни години
През 1871 г. се провежда църковно-народен събор, в който той взема участие. През 1871 – 1876 г. е член на Екзархийския съвет.  В Схизмата (1872) той вижда благоприятна възможност България да се откъсен от Патриаршията. Той е сред малцината, които приемат плана на Мидхат паша Екзархията да се сдобие с берати навсякъде, където има българи (планът не е реализиран заради опозицията на Антим I, който се бои да не би да възникне разцепление в православието. На тази основа отношенията между Ст. Човаков и Антим се влошават )По време на Априлското въстание води протурска кампания . (Заема се за събира благодарствени писма на българи до османското правителство - акт, който го дискредитира). От 1877 г. е член на Държавния съвет в Цариград. След Руско-турската война от 1877 – 1878 г. е губернски лекар в Пловдив и член на Либералната партия в Източна Румелия. Бил е народен представител в Областното събрание на областта. От 1881 до 1884 г. е член на Постоянния комитет на областта. По време на Съединението е избран за член и подпредседател на Временното правителство. От 1881 г. е дописен член на Българското книжовно дружество (днес БАН), а от 1884 г. и почетен член.   Народен представител е в IV ВНС и V (1887-1890) и VI ОНС (1890-1893). В периода 29 юни-20 август 1887 г. е министър на просвещението в преходното правителство на Константин Стоилов.

## Семейство
Внук на Стоян Чомаков е дипломатът Стоян Петров-Чомаков (1888 – 1966).

## Памет
На Стоян Чомаков са наречени улица „Д-р Стоян Чомаков“ в квартал „Младост 1“ (Карта) и улица „Стефан Чомаков“ в квартал „Сухата река“ (Карта) в София.
Така също и в Старият град в Пловдив (карта), на който се намира и Регионален етнографски музей (Пловдив)